# Alexandrovsk (Permský kraj)
Alexandrovsk (rusky Алекса́ндровск) je město v Permském kraji v Ruské federaci. Při sčítání lidu v roce 2010 měl přes čtrnáct tisíc obyvatel.

## Poloha a doprava
Alexandrovsk leží v západních výběžcích Středního Uralu na řece Lytvě, přítoku Vilvy v povodí Jajvy. Od Permu, správního střediska kraje, je vzdálen přibližně 180 kilometrů severovýchodně.
Přes Alexandrovsk prochází železniční trať Čusovoj – Kizel – Solikamsk.

## Dějiny
Osídlení zde bylo založeno v roce 1783, kdy zde u řeky byla postavena železárna Lytvinskij zavod. Ta byla později přejmenována podle pozdějšího majitele na Alexandrovskij zavod, z čehož byl odvozen i název osídlení.
V roce 1929 byl Alexandrovsk povýšen na sídlo městského typu a v roce 1951 na město.

### Rodáci
- Jurij Pavlovič Velikorodnych (* 1942), maratonec